# Крыстев, Цоло
Цоло Крыстев Каменов (болг. Цоло Кръстев Каменов; 22 декабря 1906, Горна-Кремена — 4 мая 1988, София) — болгарский коммунистический политик и дипломат, видный функционер БКП. Участник партизанского движения 1940-х, командир партизанского отряда. Один из руководителей дипломатического ведомства НРБ. Один из руководителей сталинистского заговора против Тодора Живкова.

## Партизанский командир
Родился в крестьянской семье. Окончил военное училище. Состоял в компартии, участвовал в подпольной деятельности. В 1937 году был арестован, приговорён к 15 годам тюрьмы, в 1943 году сумел бежать. Командовал партизанским отрядом «Гаврил Генов» (помощником Крыстева в отряде был Цвятко Анев, политкомиссаром — Иван Тодоров-Горуня). Носил партийный псевдоним Огнян.
После прихода БКП к власти Цоло Крыстев перешёл на дипломатическую службу. Был послом НРБ в КНДР, возглавлял департамент МИД в ранге министра.

## Сталинистский заговорщик
Цоло Крыстев занимал в БКП ортодоксально-коммунистические сталинистские позиции. Он укрепился в них в период пребывания в Северной Корее. Крыстев был противником ограниченной либерализации режима, начавшейся после отстранения Вылко Червенкова при Тодоре Живкове.
В 1964 году Крыстев присоединился к заговору болгарских сталинистов с целью устранения Живкова и установления в НРБ режима маоистского толка. Во главе заговора стояли бывшие командиры отряда «Гаврил Генов» — Тодоров-Горуня, Крыстев и Анев. Предполагалось, что Тодоров-Горуня и Крыстев возглавят БКП и правительство НРБ, реставрируют режим червенковского типа, вступят в альянс с Мао Цзэдуном и Энвером Ходжей.
Заговор был раскрыт госбезопасностью, Тодоров-Горуня застрелился, остальные участники арестованы. Крыстев предстал перед судом и приговорён к 8 годам тюрьмы. Срок заключения отбывал в Бургасе. Его жена Райна Рашева, бывшая партизанка отряда «Гаврил Генов», посвящённая в план переворота, была выслана из Софии и интернирована в Чирпане.

## Реабилитация
После освобождения в 1973 году Цоло Крыстев проживал в Софии (Райна Рашева скончалась в 1974). До конца жизни находился под надзором госбезопасности.
15 июня 1990 года Военная коллегия Верховного суда Болгарии реабилитировала участников заговора 1965 года как «борцов против диктатуры Живкова». Личная реабилитация Крыстева состоялась в 1999 году.